# 施洛斯維爾

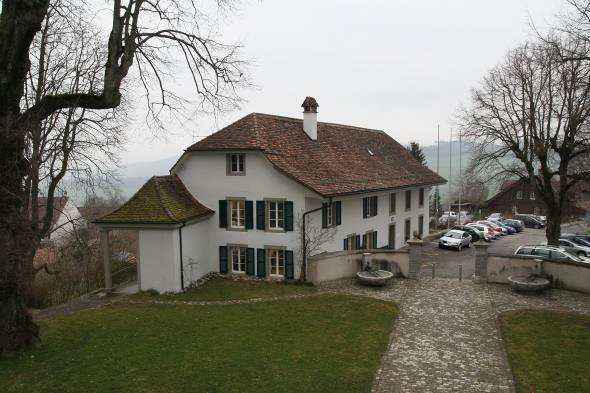

施洛斯維爾（德语：Schlosswil）又称维尔堡，是瑞士的城鎮，位於該國中西部，由伯恩州負責管轄，面積3.45平方公里，海拔高度753米，2011年人口645，八成人口信奉基督教，人口密度每平方公里187人。